# Трі-Лейкс (Вісконсин)
Трі-Лейкс (англ. Three Lakes) — місто (англ. town) в США, в окрузі Онейда штату Вісконсин. Населення — 2413 особи (2020).

### Клімат
| Клімат : Трі-Лейкс    | Клімат : Трі-Лейкс | Клімат : Трі-Лейкс | Клімат : Трі-Лейкс | Клімат : Трі-Лейкс | Клімат : Трі-Лейкс | Клімат : Трі-Лейкс | Клімат : Трі-Лейкс | Клімат : Трі-Лейкс | Клімат : Трі-Лейкс | Клімат : Трі-Лейкс | Клімат : Трі-Лейкс | Клімат : Трі-Лейкс | Клімат : Трі-Лейкс |
| Показник              | Січ.               | Лют.               | Бер.               | Квіт.              | Трав.              | Черв.              | Лип.               | Серп.              | Вер.               | Жовт.              | Лист.              | Груд.              | Рік                |
| Середній максимум, °C | −5,6               | −3,3               | 2,8                | 11,1               | 18,9               | 23,9               | 26,1               | 24,4               | 19,4               | 13,3               | 3,3                | −3,3               | 11,1               |
| Середній мінімум, °C  | −18,3              | −17,8              | −12,2              | −3,9               | 2,8                | 8,3                | 11,1               | 9,4                | 5,6                | 0,0                | −6,7               | −14,4              | −2,8               |
| Норма опадів, мм      | 30                 | 25                 | 41                 | 61                 | 84                 | 104                | 99                 | 102                | 97                 | 64                 | 56                 | 36                 | 800                |
| --------------------- | ------------------ | ------------------ | ------------------ | ------------------ | ------------------ | ------------------ | ------------------ | ------------------ | ------------------ | ------------------ | ------------------ | ------------------ | ------------------ |
| Джерело: Weatherbase  |                    |                    |                    |                    |                    |                    |                    |                    |                    |                    |                    |                    |                    |

## Демографія
Згідно з переписом 2010 року, у місті мешкала 2131 особа в 996 домогосподарствах у складі 647 родин. Було 3151 помешкання
Расовий склад населення:
| - 98,7 % — білих - 0,1 % — корінних американців - 0,1 % — чорних або афроамериканців - 0,1 % — азіатів |

До двох чи більше рас належало 0,7 %. Частка іспаномовних становила 1,3 % від усіх жителів.
За віковим діапазоном населення розподілялося таким чином: 16,0 % — особи молодші 18 років, 57,3 % — особи у віці 18—64 років, 26,7 % — особи у віці 65 років та старші. Медіана віку мешканця становила 52,2 року. На 100 осіб жіночої статі у місті припадало 102,8 чоловіків;  на 100 жінок у віці від 18 років та старших — 101,8 чоловіків також старших 18 років.
Середній дохід на одне домашнє господарство  становив 66 868 доларів США (медіана — 53 871), а середній дохід на одну сім'ю — 79 897 доларів (медіана — 64 113). Медіана доходів становила 54 000 доларів для чоловіків та 40 667 доларів для жінок. За межею бідності перебувало 9,0 % осіб, у тому числі 19,5 % дітей у віці до 18 років та 2,3 % осіб у віці 65 років та старших.
Цивільне працевлаштоване населення становило 834 особи. Основні галузі зайнятості: освіта, охорона здоров'я та соціальна допомога — 26,1 %, роздрібна торгівля — 15,1 %, виробництво — 14,1 %.